# Seven (Vandermark/Nilssen-Love-Album)
Seven ist ein Album von Ken Vandermark und Paal Nilssen-Love. Die am 1. April 2005 im Veranstaltungsort Blå entstandenen Aufnahmen erschienen am 31. Oktober 2006 auf dem Label Smalltown Superjazz.

## Hintergrund
Vandermark und Nilssen-Love begannen ihre Zusammenarbeit im Jahr 2000, als die Gruppe School Days gegründet wurde. Ein Jahr später gründeten sie FME, ein Trio mit dem Bassisten Nate McBride. Danach schien es ganz natürlich, ein Duo zu bilden. Der erste Anlass für dieses Format war die Aufnahme der CD Dual Pleasure im Sommer 2002 in Oslo. Kurz darauf gaben sie ihr erstes Duo-Konzert beim Molde International Jazz Festival. Dual Pleasure wurde vom norwegischen Label Smalltown Supersound veröffentlicht und erhielt hervorragende Kritiken. Mit Alben wie Chicago Volume (2010), Letter to a Stranger (2012), Double Tandem – Cement (2012, mit Ab Baars), Extended Duos (2014) und Milwaukee Volume (2016) setzten Vandermark und Nilssen-Love ihre Zusammenarbeit in den folgenden Jahren fort.

## Titelliste
- Ken Vandermark & Paal Nilssen-Love: Seven (Smalltown Superjazz STSJ119CD)[2]

1. First Hit, Second Fall 26:36
2. Open Too Close 14:03
3. Universal Funeral 3:19

Die Kompositionen stammen von Ken Vandermark und Paal Nilssen-Love.

## Rezeption

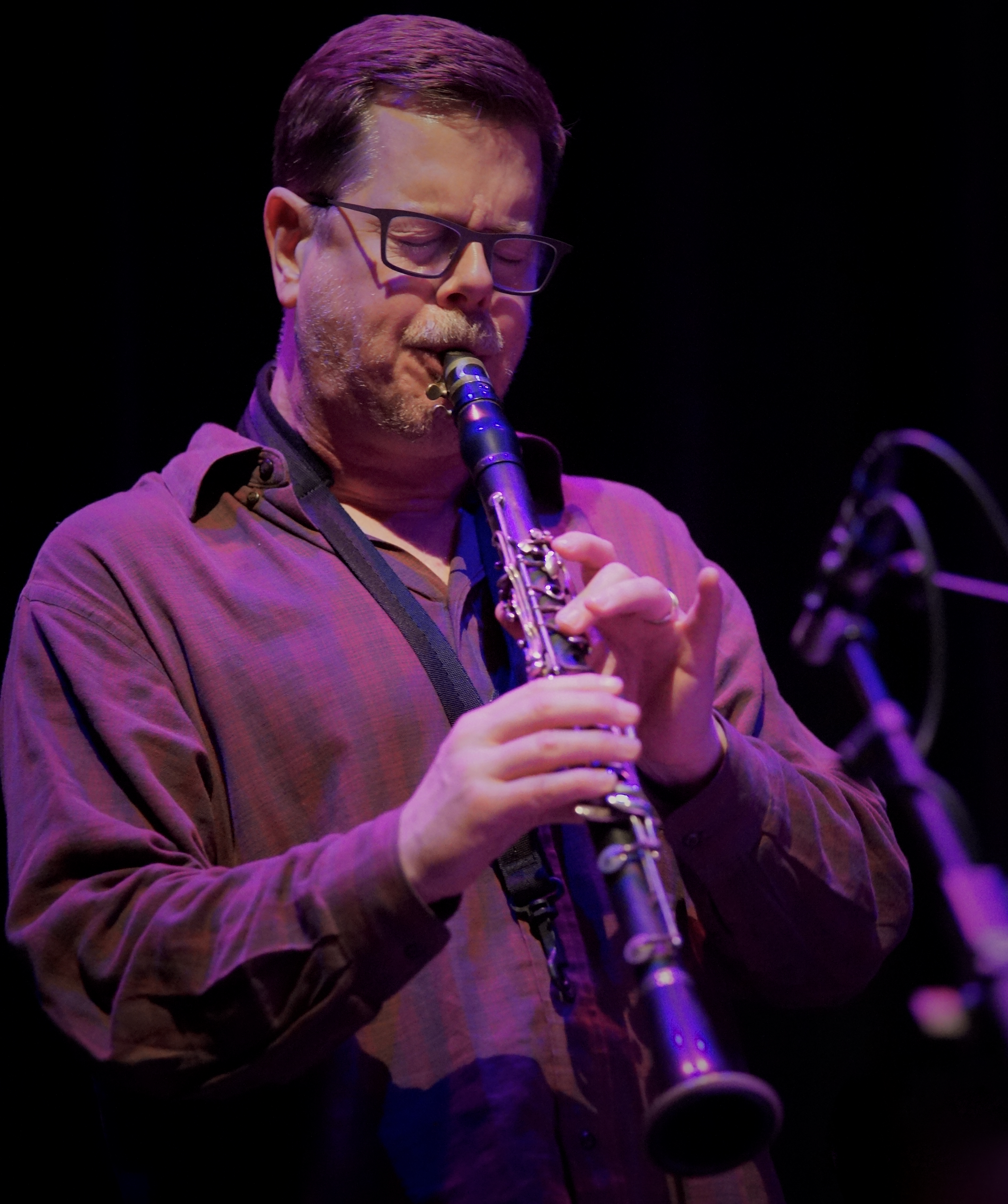
Ken Vandermark im Tivoli Vredenburg Utrecht 2017

Ken Vandermark sei ein explosiv virtuoser Improvisator und Verfechter nicht klassifizierbarer Musik, schrieb John Fordham im Guardian. Dies umfasst Rhythm & Blues, Free Jazz (John Zorn und das Art Ensemble of Chicago seien als Einflüsse zu nennen) und vieles mehr. Dieser Mitschnitt sei ein weiteres Produkt seiner [bis dato] siebenjährigen Duo-Beziehung mit dem erstaunlichen Perkussionisten Paal Nilssen-Love. Es gebe hier jede Menge schnaubende, tiefe Saxophon-Ausbrüche, die mit sprintenden und rutschenden Perkussions-Gewittern und Geräuschen wie Türklingeln und Ketten, die an Trommelfellen rasseln, kontrastiert werden. Aber es gebe auch jede Menge kraftvolles lyrisches Spiel und Passagen mit kaum bewegten Saxophonseufzern oder Klarinettenbewegungen über fein nuancierten Perkussionsdetails. Nilssen-Loves Schlagzeug-Ouvertüre zu „Open Too Close“ sei atemberaubend, und indem Vandermark ständig verspielte Melodien in den wildesten freien Streifzug werfe, schlage Vandermark manchmal einen freien Improvisations-Sonny-Rollins vor. Dies sei eine sehr mitreißende, scharfsinnige Musik.